# Heliophila dissecta
Heliophila dissecta là một loài thực vật có hoa trong họ Cải. Loài này được Thunb. mô tả khoa học đầu tiên.